# Leopold von Buch

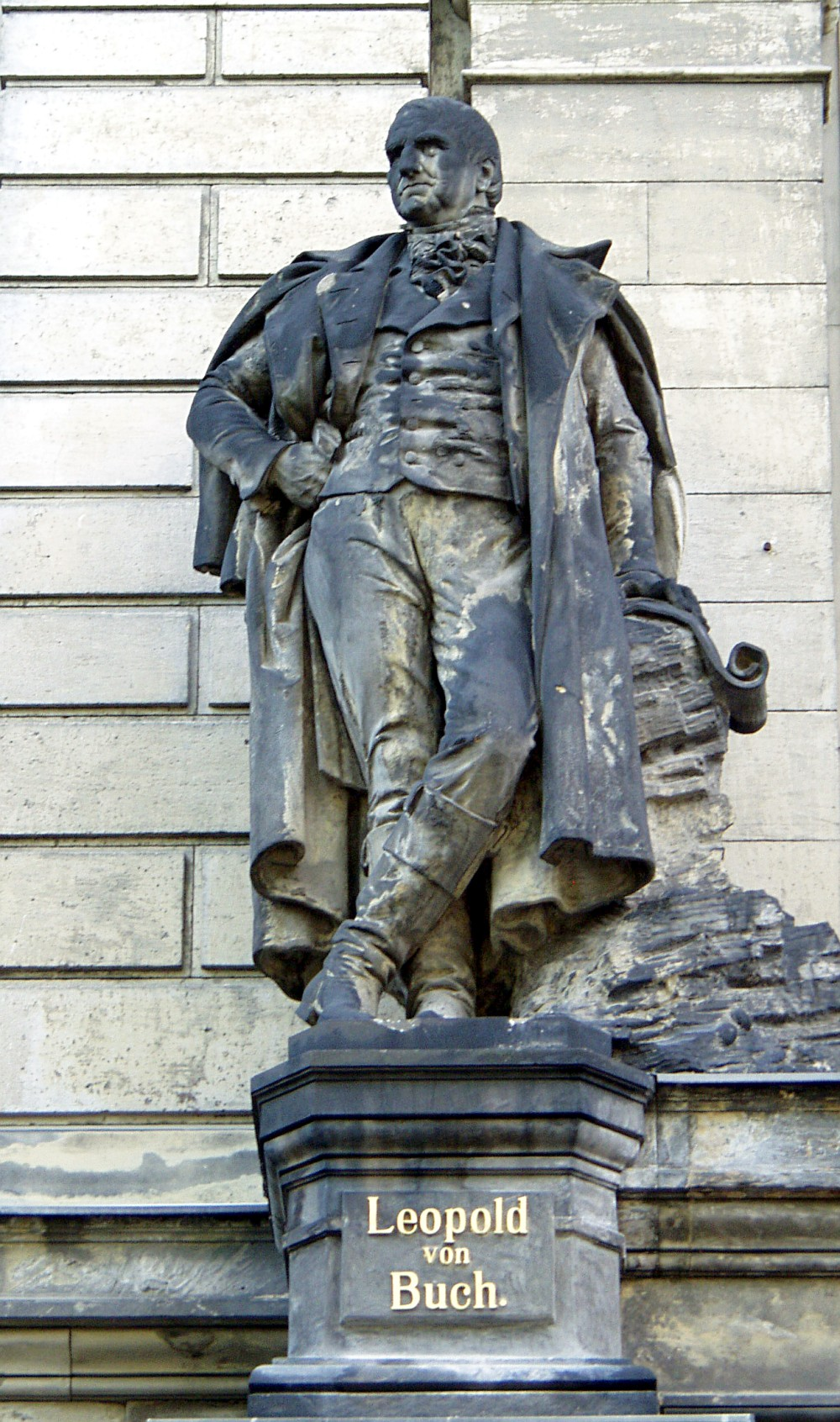
Estatua de Buch en el Museo de Ciencias Naturales de Berlín

Christian Leopold Freiherr von Buch (Stolpe, Uckermark, 26 de abril de 1774 - Berlín, 4 de marzo de 1853) fue un naturalista, geólogo y paleontólogo alemán, recordado principalmente por sus importantes contribuciones a la geología durante la primera mitad del siglo XIX. Actualmente es conocido sobre todo por su definición científica del Sistema Jurásico.

## Semblanza
Estudió junto a Alexander von Humboldt bajo la batuta de Abraham Gottlob Werner adoptando de este último el neptunismo, pasando posteriormente a alinearse con el plutonismo y a la teoría de los levantamientos. Von Buch acuñó la palabra andesita en 1836 para referirse a rocas volcánicas con albita y hornblenda que ocurrían en los Andes.
Sus intereses científicos abarcaban un gran abanico de temas relacionados con la geología: vulcanismo, fósiles, estratigrafía, etc.
Posteriormente finalizados sus estudios viajó profusamente, visitando el Vesuvio, los volcanes apagados del Auvernia, los Alpes y las montes alemanes, las islas escandinavas, las Hébridas y las Islas Canarias.
Gracias a los avances que ayudó a dar a la geología y la paleontología, fue nombrado chambelán del rey de Prusia.

## Honores
La "Deutsche Geologische Gesellschaft" (Sociedad Geológica Alemana) y actualmente (tras la fusión con otra asociación), "Deutsche Gesellschaft für Geowissenschaften" (Sociedad Alemana de Ciencias de la Tierra) nombra a su Plaqueta "Leopold-von-Buch-Plakette".
- Miembro de la Academia de Berlín asociado al Instituto de Francia
- 15 de mayo de 1828 se convierte en primer miembro extranjero de la Royal Society , siendo condecorado en 1842 con la medalla Wollaston
- El cráter lunar Buch lleva este nombre en su honor.[3]

### Epónimos
Género
- (Verbenaceae) Buchia D.Dietr.[4]

Especies
- (Acanthaceae) Justicia buchii Urb.[5]
- (Acanthaceae) Siphonoglossa buchii (Urb.) Hilsenb.[6]
- (Apiaceae) Pimpinella buchii Webb & Berthel.[7]
- (Asteraceae) Coreopsis buchii S.F.Blake[8]
- (Asteraceae) Gochnatia buchii (Urb.) J.Jiménez Alm.[9]
- (Bignoniaceae) Tabebuia buchii Britton[10]
- (Malpighiaceae) Mascagnia buchii Urb. & Nied.[11]
- (Melastomataceae) Miconia buchii Cogn.[12]
- (Orchidaceae) Psychilis buchii (Cogn.) Sauleda[13]
- (Piperaceae) Peperomia buchii C.DC.[14]
- (Polygonaceae) Coccoloba buchii O.C.Schmidt[15]

## Publicaciones
Sus principales trabajos se encuentran dentro de las Memorias de la Academia de Berlín.
- Descripción geognóstica de Silesia (1797)
- Observaciones geognósticas realizadas en Alemania e Italia (1802-1809)
- Viaje a Noruega y Laponia (1810)
- Descripción física de las Islas Canarias (Berlín, 1825, en 8 tomos, con atlas)
- Mapa geognóstico de Alemania, en 42 hojas (Berlín, 1832) ;
- Über den Jur in Deutschland, 1839

- La abreviatura «Buch» se emplea para indicar a Leopold von Buch como autoridad en la descripción y clasificación científica de los vegetales.[16]